# Borgo Ognissanti
Borgo Ognissanti (talvolta indicata anche come via Borgognissanti o Borgo d'Ognissanti) è una lunga strada della zona ovest del centro di Firenze, che deve il suo nome alla chiesa di Ognissanti, così come per l'omonima piazza che si apre lungo il tracciato. Corre più o meno parallela all'Arno e va da piazza Goldoni al Prato di Ognissanti, dal lato dove si incontrano via Curtatone e via Santa Lucia. Lungo il tracciato si innestano: via del Porcellana, piazza d'Ognissanti, via Melegnano e via Maso Finiguerra.

## Storia
Le strade dette "borghi" erano quelle che partivano dalle porte della cerchia antica di mura.
L'arrivo degli Umiliati nel 1250 mutò la zona, impiantandovi numerosi laboratori per la produzione della lana. Essi fondarono la primitiva chiesa di San Salvatore d'Ognissanti, poi ingrandita e abbellita nei secoli successivi, e per circa tre secoli segnarono fortemente con la loro presenza la località, vuoi per il loro impegno religioso, vuoi per la loro attività nel settore della lavorazione della lana. La zona era tradizionalmente controllata dalla famiglia Vespucci, mecenati e benefattori della vicina chiesa e di altre istituzioni lungo la via.
Quando venne inclusa nella cerchia del 1284 divenne il principale accesso per e da Porta al Prato, molto trafficata a tutte le ore del giorno. Lo stesso Ponte alla Carraia si chiamava così per il traffico dei carri, carichi di balle di lana, che andavano e venivano dal grande e industrioso convento degli Umiliati, i quali contribuivano moltissimo allo sviluppo dell'Arte della Lana fiorentina.
Il Borgo anticamente attraversava un terreno basso rispetto al livello dell'Arno, solcato da fossi, lungo i quali lavoravano, in un clima malsano, i galigai, cioè i conciatori di pelli. La bonifica del terreno acquitrinoso venne compiuta dagli Umiliati, con il loro grande convento simile ad un'isola industriale. Furono proprio essi a far murare il secondo ponte fiorentino, il Ponte alla Carraia; furono essi a far costruire attraverso il fiume la pescaia di Santa Rosa, per mantenere l'acqua ad un certo livello anche in tempo di magra; furono essi a regolare l'andamento dei fossi, dove l'acqua scorreva per mettere in moto mulini e gualchiere (come il Fosso Macinante, che scorreva lungo l'attuale via Solferino), o per smaltire i rifiuti delle conce e delle tintorie.
Qui correvano i cavalli durante il Palio dei barberi e qui non erano infrequenti i passaggi di cortei e carrozze, come durante l'ingresso trionfale di Eleonora di Toledo, a celebrazione della quale Niccolò Tribolo realizzò tutta una serie di straordinarie decorazioni e scenografie effimere per addobbare la strada.

## Descrizione
Il tracciato occupa ancora oggi un ruolo significativo nella viabilità cittadina, rappresentando l'asse principale anche veicolare della direttrice che dal ponte alla Carraia giunge al Prato e di qui al circuito dei viali. La sua significativa lunghezza giustifica la mancanza di un carattere unitario: da piazza Carlo Goldoni a piazza d'Ognissanti la strada è segnata da nobili palazzi che, per lo più, ospitano al terreno negozi d'antiquariato e di arredamento; da piazza d'Ognissanti verso il Prato il carattere è invece quello residenziale popolare, con una significativa presenza di esercizi commerciali funzionali alle necessità quotidiane del quartiere. In antico infatti le abitazioni più semplici e popolari erano tipiche delle zone più "periferiche", cioè a ridosso delle mura.

### Edifici
| Immagine            | N°        | Nome                                    | Descrizione |
| ------------------- | --------- | --------------------------------------- | --- |
|                     | 2         | Palazzo Fossombroni                     | Federico Fantozzi (1843) indica qui un palazzo Fossombroni, che "fino dall'anno 1838 è divenuto abitazione di S.E. il Conte Vittorio Fossombroni aretino attuale meritissimo ministro degli affari esteri in Toscano, e chiarissimo autore di opere idrauliche pregevolissime". Per quanto si trovi anche l'attuale edificio citato come palazzo Fossombroni, è certo che le forme odierne non rispondono più a quanto osservato da Fantozzi, viste le profonde trasformazioni subite nel tempo dall'immobile, la principale delle quali da identificare nella riduzione del fronte operata nei primi decenni del Novecento (1920/25 circa) per ampliare la piazza Carlo Goldini e consentire una migliore sistemazione del tracciato per i filobus. In alcuni locali del terreno è attualmente la farmacia Müstermann, inserita nell'elenco degli edifici storici fiorentini. |
|                     | 3r-5r-7r  | Palazzo Balzani                         | Le dimensioni dell'edificio sono contenute, nobilitate da uno scudo con l'arme della famiglia Balzani che ne era proprietaria nella prima metà dell'Ottocento. La successiva creazione del lungarno Nuovo (ora intitolato ad Amerigo Vespucci) comportò la necessità di tagliare e ridisegnare quello che era il fronte secondario dell'edificio a guardare il fiume (sul Lungarno Vespucci), operando una riduzione che è da datarsi attorno agli anni 1855-1857. I fratelli Balzani tennero qui una pensione dove, secondo il libro dei soci del gabinetto Vieusseux alloggiarono lo scozzese James Hamilton Browne (intimo di Lord Byron), il medico chirurgo scozzese Archibald Inglis, il letterato inglese Henry Crabb Robinson e il geografo berlinese Benjamin Georg Mendelsshon. |
|                     | 4-6       | Chiesa Evangelica Battista              | Qui sorgeva l'antico teatro dell'Accademia dei Solleciti, realizzato e inaugurato nel 1778 su progetto dell'architetto Gasparo Maria Paoletti, ebbe notevole celebrità ospitando abitualmente la compagnia diretta dall'attore Luigi Del Buono, inventore della maschera fiorentina di Stenterello, ma non disdegnando anche la messa in scena di testi più impegnativi (qui si tenne, ad esempio, nel 1791, la prima italiana dell'Amleto di Shakespeare). Rinnovato da Giuseppe Del Rosso nel 1826, il teatro cessò la propria attività nel 1887. Nel 1896 è documentato il suo utilizzo come deposito dei volumi del Gabinetto Vieusseux e, poco dopo, come sede della Chiesa Cristiana Evangelica Battista (Foreign Mission Band of The Santhern Baptist Convention Richmond, Virginia). Acquistato da quest'ultima l'immobile fu radicalmente rinnovato nel 1908. |
|                     | 9         | Palazzo della Marescialla               | Davanti all'ospedale è situato il palazzo già della famiglia Ducci, il cui stemma compare sulla facciata. Scambiato con quello dei Concini, si diffuse la credenza che qui avesse abitato l'energica Leonora Dori Galigai, confidente di Maria de' Medici, che con il marito Concino Concini trovò fortuna in Francia, ma anche una drammatica morte. L'equivoco venne già chiarito da Guido Carocci a inizio del XIX secolo, ma ormai l'edificio è rimasto noto con la denominazione della "marescialla". Con la sua solenne facciata tardo-cinquecentesca, appare nell'elenco redatto nel 1901 dalla Direzione Generale delle Antichità e Belle Arti, quale edificio monumentale da considerare patrimonio artistico nazionale. |
|                     | s.n.      | Casa                                    | In angolo con via del Porcellana 1, l'edificio è oltremodo semplice per quanto riguarda il disegno dei prospetti, evidentemente più volte ridisegnati nel corso del tempo, e attualmente organizzati su quattro piani, per tre assi su borgo d'Ognissanti e due su via del Porcellana. Si segnala per la presenza sul canto di un tabernacolo con edicola in pietra recante un'invocazione alla Madonna del Rosario e la data 1795, che conserva un bassorilievo in stucco sempre settecentesco, raffigurante la Madonna col Bambino. L'insieme è stato restaurato nel 2009 da Marina Vincenti (elementi lapidei) e Elizabeth Wicks (bassorilievo) per interessamento di Francesco Guidi Bruscoli. Dal lato di via del Porcellana, sul portoncino decentrato a destra, è, a fungere da chiave di volta, uno scudo con un'arme non identificata (alla fascia accompagnata da una stella, la parte superiore scalpellata). |
|                     | 11        | Casa                                    | Si tratta di un nobile palazzo sviluppato su tre piani per quattro assi. Presenta caratteri cinquecenteschi e, al centro del fronte, un grande scudo con un'arme segnata da un leone e coronata dal Capo d'Angiò. |
|                     | 12        | Casa alla Rovescia                      | L'edificio è così detto per la sua anomalia architettonica, che vede i mensoloni di sostegno del terrazzo e i balaustri disposti capovolti. "Ciò che è singolare, cotesta terrazza ha tutte le sue parti costruttive e decorative collocate nel senso inverso a quello normale: così le mensole di sostegno hanno la parte destinata ordinariamente a servire di appoggio inferiore addossata alla terrazza, i pilastrini del parapetto capovolti ed ogni altra parte collocata alla rovescia" (Carocci in Illustratore fiorentino). Alla particolarità della costruzione si è data spiegazione con una bizzarria burocratica, tenendo presenti le restrizioni vigenti a Firenze, fin dal tempo del duca Alessandro (disposizione del 1533), relative a mensole e balconi aggettanti sulla via, per cui tradizionalmente si è narrato lo strano caso della richiesta di autorizzazione alla costruzione del balcone, alla quale il granduca avrebbe risposto "Sì, alla rovescia", negando quindi il permesso ma permettendo al proprietario di mettere in pratica alla lettera la disposizione, che poi sarebbe stata accettata senza procedere alla demolizione del balcone, cioè di un elemento che veniva reputato estraneo alla tradizione toscana e legato a una tipologia "alla romana". L'edificio, al di là di tale vicenda i cui contorni non sono al momento suffragati da documenti certi, presenta comunque caratteri seicenteschi, legati quindi al tempo in cui non era più duca Alessandro e la proprietà era dei Baldovinetti, che la vendettero nel 1691 ai Cappelli, ai quali rimase fino al 1807. |
|                     | 13-15     | Palazzo Cini-Grifoni                    | Il palazzo, già dei Cini, pervenne ai Grifoni per via ereditaria nel 1689. L'anno seguente questi dettero avvio a una serie di lavori terminati nel luglio 1692 sotto la direzione di Antonio Maria Ferri che, per quanto riguarda la facciata, predispose un disegno con al piano terreno due portoni ad arco sormontati da architrave e affiancati da quattro finestre, e sei finestre allineate ai due piani superiori di forma rettangolare. Nel 1797 l'architetto Filippo Caglieri arricchì la facciata con due balconi in corrispondenza dei portoni, e regolarizzò il prospetto tergale con la realizzazione di otto finestre uguali e in asse con le aperture sottostanti. Con la realizzazione del lungarno Vespucci l'edificio fu ridotto nella sua estensione da questo lato. Oggi, convertito in albergo, l'edificio si presenta soprelevato rispetto all'originaria configurazione di due ulteriori piani. |
|                     | s.n.      | Santa Maria dell'Umiltà                 | La chiesa dell'Ospedale fu riedificata ad opera di Carlo Marcellini, in ambienti fino ad allora usati come infermeria. Innovativa è la facciata, dove il Marcellini dovette superare non poche difficoltà tecniche per la ristrettezza dello spazio disponibile. Gli stemmi apposti sono dell'ordine ospedaliero e dei Vespucci. La cupola fu affrescata da Alessandro Gherardini prima e dal pittore ungherese tardo-settecentesco, Giuseppe Dorffmeister poi. |
| San Giovanni di Dio | 20-22     | Ospedale vecchio di San Giovanni di Dio | Nato nel 1382-1388 grazie alla generosità di Simone di Piero Vespucci e diventato nel 1588 l'ospedale dei Fatebenefratelli. Nel 1702 venne ristrutturato e conserva tutt'oggi nel vano d'ingresso una monumentale scalinata, tra i capolavori del tardo barocco fiorentino. Oggi l'attività ospedaliera si è spostata all'ospedale Torregalli, ma è previsto qui, alla fine dei lavori di ristrutturazione, l'espletamento di alcune attività sanitarie. |
|                     | 21        | Casa                                    | Si tratta di un decoroso edificio ottocentesco di cinque assi su quattro piani, privo di particolari connotazioni architettoniche ma contrassegnato da una lapide che lo dice luogo della morte, il primo maggio 1860, del musicista Luigi Gordigiani. |
|                     | 26        | Casa-galleria Vichi                     | Uno dei capolavori più importanti dello stile Liberty a Firenze, la casa-galleria Vichi dell'architetto Giovanni Michelazzi, completato nel 1911. La facciata, molto stretta, è caratterizzata da uno spiccato verticalismo, con un'affascinante commistione di pietra artificiale, acciaio e vetro. Ogni piano è caratterizzato da una vetrata centrale, dove nel disegno viene usata la tipica linea curva "a colpo di frusta" tagliata da elementi rettilinei orizzontali, che ne accentuano ancora di più lo slancio verticale. "Gli elementi decorativi art nouveau sono usati con sapiente fantasia nella facciata alta e stretta, in un fluire di piani e di linee, in un equilibrio dinamico di cerchi e spinte verticali, che si concludono nella plastica torsione del tetto e della decorazione al di sopra dell'ingresso. Realizzato all'apice delle fortune nazionali del liberty, la casa galleria può considerarsi un esemplare di rilievo nel panorama del 'floreale' italiano" (Gobbi). |
|                     | 35        | Casa                                    | L'edificio è architettonicamente modesto ma ricco di memorie. Sul fronte del borgo, a filo dell'accesso al numero 91 rosso, sono due traguardi in marmo, uno a indicare il livello delle acque qui raggiunto durante l'alluvione del 3 novembre 1844, l'altro, posto ben più in alto, di quella del 4 novembre 1966. Sul lato di via Melegnano, poi, è una lapide murata nel 1891 che ricorda l'ospitalità, data in questa casa, al patriota Aurelio Saffi. |
|                     | 47        | Casa                                    | L'edificio è segnalato nel repertorio dell'architettura Liberty fiorentina di Carlo Cresti per i motivi lineari di eco floreale che ricorrono "nelle forti mensole che realizzano il passaggio tra cornicione (impreziosito da campiture cromatiche) e parete, nelle palmette in ferro battuto collocate ai lati dei frontoncini delle finestre e nelle ringhiere dei terrazzini al primo piano". Per il resto si tratta di una costruzione sviluppata in senso verticale (quattro piani per tre assi), sostanzialmente caratterizzata da semplicità compositiva. |
|                     | 26        | Palazzo Lenzi                           | Uno dei grandi palazzi quattrocenteschi di Firenze, viene attribuito, tra gli altri, a Michelozzo. Il caratteristico fronte su borgo d'Ognissanti, caratterizzato da sporti comunque esistenti in antico e poi demoliti, sarebbe stato ricostruito durante i restauri ottocenteschi. Oggi è sede del Consolato Onorario di Francia. |
|                     | 42        | Cenacolo di Ognissanti                  | Piccolo ambiente museale di Firenze, situato nel refettorio posto fra i due chiostri del convento di Ognissanti, è celebre per il grande affresco dell'Ultima Cena (400x810 cm) di Domenico Ghirlandaio, databile al 1480 e considerato uno dei capolavori dell'artista rinascimentale. |
|                     | 48        | Caserma Carlo Corsi                     | Dopo la piazza la strada continua con uno degli accessi di quello che fu il convento di Ognissanti, oggi occupato dalla caserma dei carabinieri. Fu occupata nel 1862 una parte per uso militare e nel 1865 e 1867 fu estesa. Nel 1866 subì un primo adattamento e nel 1868 fu definitivamente ristrutturata a caserma di Fanteria con la spesa di lire 50.000. Per quanto concerne le vicende conservative della struttura si segnalano i complessi interventi di recupero di molti spazi storici alterati nel corso dei lavori di adattamento effettuati nel corso dell'Ottocento (con conseguente restauro di significative porzioni abbellite da pitture murali) effettuati tra il 1966 e il 1968 e quindi tra il 1978 e il 1982. Attualmente la caserma ospita il comando provinciale dei Carabinieri. |
|                     | 58 e 56   | Casa                                    | L'abitazione ha un portale centinato in pietra, copra il quale si vede uno stemma francescano con le due braccia incrociate, a testimonianza dell'appartenenza dell'edificio ad una comunità di donne terziarie francescane, che più tardi diventeranno le suore Terziarie Francescane Regolari di "Ognissanti" e che ancora oggi abitano l'edificio. Tale destinazione è documentata ufficialmente dal 22 agosto del 1711, ma che probabilmente risale anche prima. |
|                     | 129r-131r | Casa                                    | L'edificio si impone in questo tratto della via sia per la sua forma alta e stretta (si tratta di ben cinque piani organizzati su soli due assi), sia soprattutto per il ricchissimo apparato decorativo che investe tutti gli spazi del fronte con elementi a rilievo più o meno accentuato, secondo modi alquanto inconsueti per l'architettura fiorentina, ma che trovano ampi riscontri nella produzione locale di lavori d'intaglio, in particolare nell'ultimo quarto dell'Ottocento, periodo al quale si può attribuire anche questo prospetto. Esemplificative di questo gusto da "mobilia di lusso" sono al primo piano le due finestre, coronate da un timpano triangolare sotto al quale appaiono tondi con puttini, affiancate da lesene sulle quali si distendono motivi a candelabra, e unificate nella parte inferiore da una balaustrata di modesto aggetto su cui si ripetono figure femminili riccamente ammantate. In ogni dove, poi, foglie d'acanto capricciosamente arricciate. Lo stesso impianto e gli stessi motivi si ripetono su via Montebello dove, al n. 30, è l'ingresso all'abitazione. |
|                     | 65        | Casa                                    | La casa è stretta e alta (due assi per cinque piani), come spesso lo sono le case modeste, cresciute nello spazio che a loro è stato concesso dai vicini palazzi. Qui ebbe per un certo periodo l'abitazione, negli anni trenta del Novecento, lo scrittore Vasco Pratolini. |

### Lapidi
In angolo con piazza Goldoni una lapide ricorda l'artista Antonio Santarelli:
| ANTONIVS · SANTARELLIVS GEMMARVM FORMARVMQVE · NVMIS · MISSILIBVS · FERIVNDIS CAELATOR · EXIMIVS HAS · AEDES · INCOLVIT · ET · IN · IISDEM · OBIIT III· KAL · IVN · AN · M·D·CCC·XX·VI AN · AVTEM · M·D·CCC·LVI ALBERTVS · RICASOLIVS · FIRIDOLFIVS IN · HANC · SPECIEM AMPLIFICANDO · REFECIT |

La traduzione è: "Antonio Santarelli incisore insigne di gemme e stampi per coniare medaglie abitò questa casa e vi morì il 30 maggio 1826. Poi nel 1856 Alberto Ricasoli Firidolfi la fece ampliare in questa forma."
Al 4, davanti all'ex-teatro dei Solleciti, una lapide del 2005 ricorda Luigi del Buono e il suo Stenterello:
| IN QUESTO PALAZZO EBBE SEDE DAL 1778 IL TEATRO BORGOGNISSANTI DOVE LUIGI DEL BUONO 1751 - 1832 CREÒ LA MASCHERA DI STENTERELLO POPOLARE PERSONAGGIO FIORENTINO BURLONE SCANZONATO ED ARGUTO RIMASTO NELLA MEMORIA CITTADINA. A RICORDO IL COMUNE POSE NEL CARNEVALE DEL 2006 A CURA DELLA RIVISTA "GIULLARI" |

Al 20 un grande cartiglio ricorda la casa di Amerigo Vespucci che divenne sede dell'ospedale di San Giovanni di Dio:
| AMERICO VESPVCCIO PATRICIO FLORENTINO OB REPERTAM AMERICAM SVI ET PATRIAE NOMINIS ILLVSTRATORI AMPLIFICATORI ORBIS TERRARVM IN HAC OLIM VESPVCCIA DOMO A TANTO DOMINO HABITATA PATRES SANCTI JOANNIS A DEO CVLTORES GRATIAE MEMORIAE CAVSSA P. C. A. S. M. D. CCXIX |

Traduzione: "I padri di San Giovanni di Dio, in onore di Amerigo Vespucci patrizio fiorentino che nobilitò il suo nome e quello della sua patria con la scoperta dell'America e ampliò i confini del mondo, su questa dimora un tempo dei Vespucci abitata da un così illustre proprietario, in segno di riconoscenza e di memoria posero nell'anno di grazia 1719".
Al 21 una memoria dell'edificio dove morì il musicista Luigi Gordigiani:
| IN QUESTA CASA IL DÌ 1° MAGGIO MDCCCLX MORIVA LUIGI GORDIGIANI CHE ISPIRATOSI AI CANTI POPOLARI DELLA TOSCANA FU AUTORE D'UN GENERE DI MUSICA VOCALE DA CAMERA ESSENZIALMENTE ITALIANO |

Al 34-36 rosso una lapide dei Signori Otto:
| P COMANDAMENTO DI · S · A · SMA LI · S · S · OTTO DELLA BALIA DI FIRENZE HANNO FATTO DECRETO SOTTO IL DI 26 7BRE 1635 CHE VICINO A 300 BRACCIA A QVESTA CHIESA DOGNI SANTI NON HABITINO DONNE DI MALAVITA CON PENA A CHI NON OBBEDISCE DESSERE SVBITO CACC EBVTTATEGLI LE ROBE NELLA STRADA ETAPADRONI DELLE CASE DHAVERLE SPIGIONATE P DVI ANNI ET ARBITRIO DEL MAGISTRATO STEFANO CVPRES CANCELLIERE |

Traslitterando in italiano corrente si può leggere: "Per comandamento di Sua Altezza Serenissima gli Spettabili Signori della Balia di Firenze hanno fatto decreto il 26 settembre 1635 che vicino a 300 braccia da questa chiesa d'Ognissanti non abitino donne di malavita, con pena a chi non ubbidisce di essere subito cacciata e buttategli le robe in strada e ai padroni delle case di tenerle spigionate (sfitte) per due anni, e secondo l'arbitrio del magistrato. Stefano Cupres cancelliere."